# Alois Mailänder
Alois Mailänder (Ravensburg-Eschach, 1843. március 25. – Dreieichenhain, 1905. január 25.) német misztikus és okkultista volt.

## Származása
Az eredetileg katolikus Mailänder az egyszerű sorból származó dél-tiroli Anna Mailänder házasságon kívüli gyermeke volt, aki fiatalkorában takácssegéd volt.

## Ezoterikus tevékenysége

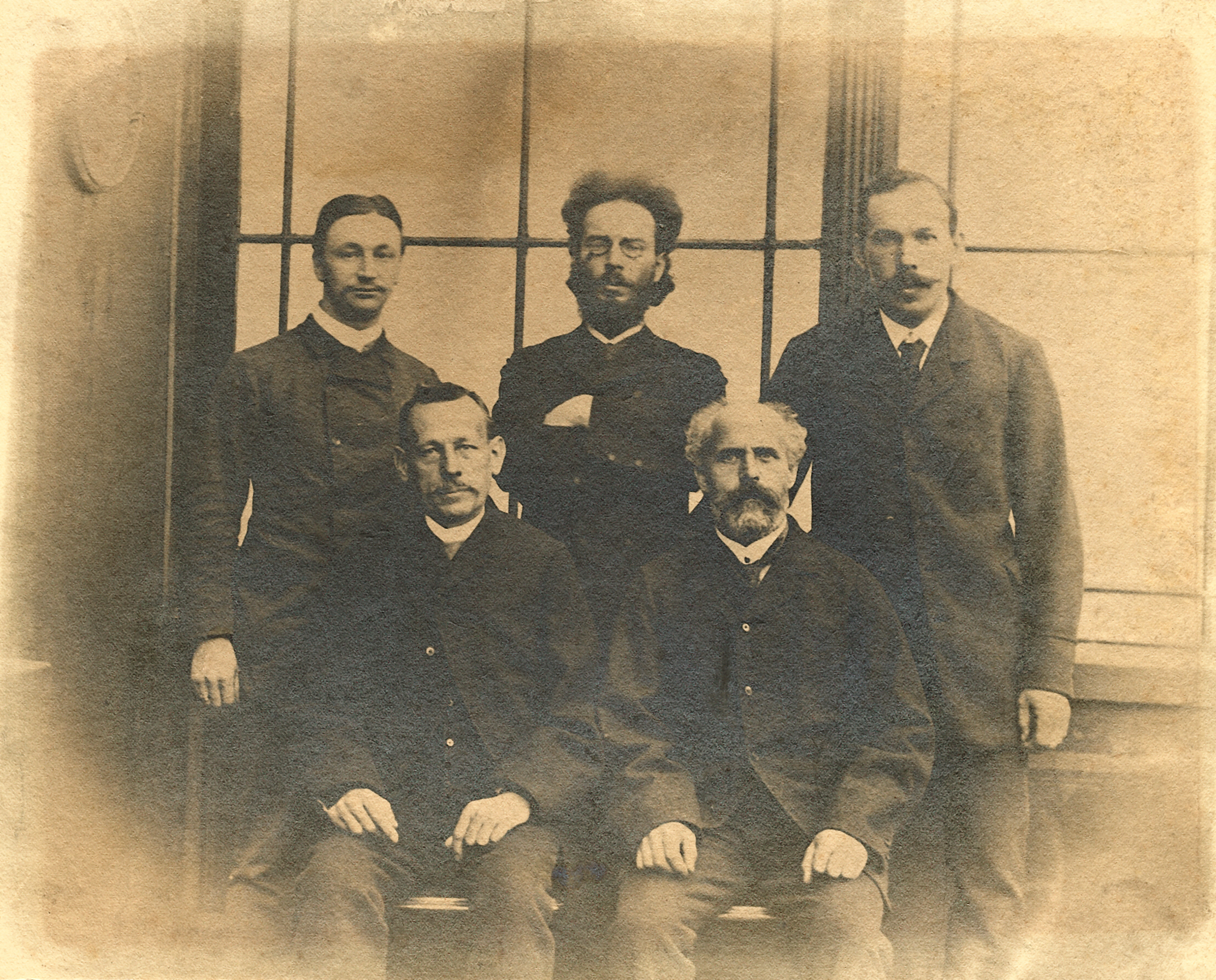
Állnak: Franz Gustav Gebhard, Friedrich Eckstein, Nikolaus Gabele, ülnek: Alois Mailänder, Wilhelm Hübbe-Schleiden 1895

1877-ben, 33-évesen egy Prestel nevű asztalosmester "spirituális tanokba" avatta be. 1890-ben a Frankfurt melletti Dreieichenhain-ban keresztény misztikus-rózsakeresztes irányultságú csoportot alapított és felvette a Johannes (János) rendi nevet. Egyes állítások szerint ő volt az evangélista János apostol legújabbkori inkarnációja, mert "úgy beszélt, mint János". Mailänder e társaság vezetőinek egyike volt. Az összejövetelek helye Mailänder és sógora, Nikolaus Gabele "testvérotthona" ("Bruderheim") volt. Mailänder filantróp is volt és végakaratában úgy intézkedett, hogy a rokonok kifizetése után a vagyon fennmaradó részét egyenlő arányban fizessék ki a dreieichenhaini szegények és egy kisdedóvó megalapítása javára.
A társaság legismertebb tagja az író, misztikus, Gustav Meyrink volt. Az 1892, október 23-ától kezdődő 13-éves tagsága idejéből mintegy 40 levél maradt fenn. Végül Meyrink eltávolodott a csoporttól és annak vezetőjétől, Johannes testvértől, mert egyrészt tevékenységeiket "spiritizmusnak" és "keresztény jámborkodásnak" kezdte tekinteni, másrészt a Johannes testvér által előírt gyakorlatok elhúzódó gerincvelő-gyulladást okoztak. Meyrinken kívül Karl Weinfurter(de), Wilhelm Hübbe-Schleiden(de), Friedrich Eckstein(de) és Franz Hartmann(en) is a csoporthoz tartozott. Ők mind egyben teozófusok is voltak és többüket Rudolf Steiner is jól ismerte a Teozófiai Társulatnál eltöltött évei alatt. Richard Cloud szerint Mailänder volt Steiner első beavatója, a titokzatos "M", akihez Felix Koguzki vezette el. A fentebb említett János apostol Cloud szerint később több inkarnációt is megélt, melyek közül Christian Rosenkreutz és Saint-Germain gróf emelendő ki. Eszerint Rudolf Steinert lényegében maga Christian Rosenkreutz avatta be a rózsakeresztes misztériumokba.

## Fordítás
- Ez a szócikk részben vagy egészben  az   Alois Mailänder című német Wikipédia-szócikk fordításán alapul.  Az eredeti cikk szerkesztőit annak laptörténete sorolja fel. Ez a jelzés csupán a megfogalmazás eredetét és a szerzői jogokat jelzi, nem szolgál a cikkben szereplő információk forrásmegjelöléseként.